# Haengdang-dong
Haengdang-dong (koreanska: 행당동) är en stadsdel i stadsdistriktet Seongdong-gu i Sydkoreas huvudstad Seoul.

## Indelning
Administrativt är Haengdang-dong indelat i:
| Namn    | Namn                 | Yta km² | Invånare 31 dec 2020 |
| ------- | -------------------- | ------- | -------------------- |
| 행당1동 | Haengdang 1(il)-dong | 0,59    | 14 363               |
| 행당2동 | Haengdang 2(i)-dong  | 0,42    | 24 151               |